# Pfeifer A. Klára
Pfeifer A. Klára, Pfeifer Amália Klára (Budapest, Terézváros, 1925. november 22. – Budapest, 1973. március 5.) orvos, farmakológus, biokémikus, az orvostudományok kandidátusa (1956), doktora (1971), Mihály András zeneszerző második felesége (1951–1973), Mihály György (1951) producer anyja, Schwab Löw rabbi leszármazottja.

## Élete
Pfeifer György (1885–1926) bankhivatalnok, a Magyar Leszámítoló és Pénzváltó Bank fiókigazgatója és Komor (Metzger) Julianna (1891–1963) középiskolai tanárnő gyermekeként született. A Pesti Izraelita Hitközség Leánygimnáziumában érettségizett. Tanulmányait a Pázmány Péter Tudományegyetemen folytatta, ahol 1950-ben általános orvosi oklevelet szerzett, de már 1947-től externistaként dolgozott az egyetem Gyógyszertani Intézetében. A Budapesti Orvostudományi Egyetemen 1957-ben egyetemi adjunktussá nevezték ki. 1963-ban a Magyar Tudományos Akadémia Kísérleti Orvostudományi Kutató Intézetébe (MTA KOKI) került, ahol haláláig tudományos főmunkatársként dolgozott, s egyúttal 1957-től a BOTE-n a toxikológia tantárgyat is előadta, később ugyanitt címzetes egyetemi docenssé léptették elő. Több alkalommal vett részt külföldi kongresszusokon, illetve tanulmányutakon. Gyógyíthatatlan betegsége miatt öngyilkos lett.
A biokémiai farmakológiai alapkutatásokkal, elsősorban a központi idegrendszer ingerületi és gátlási folyamatainak feltárásával, az úgynevezett excitációs állapot és a görcskészség közötti összefüggések feltárásával foglalkozott. Nemzetközileg is jelentős eredményeket ért el a biogén aminok szerepének feltárása terén.

## Főbb művei
- A központi idegrendszer szerepe a perifériás gyógyszerhatásokban. Kandidátusi értekezés. Budapest, 1955
- Studies on the Action of Guanethidine on the Central Nervous System and on the Norepinephrine Content of Brain in Rats. Vizi E. Szilveszterrel, Sátory Évával. Neuropsychopharmacology. Amsterdam, 1964
- Anticonvulsant Properties of Diacetylmonoxime – DAM – and Its Effect on the Facilatory Action of Reserpine on Convulsions. Galambos Évával. Psychopharmacologia, 1966
- Az amphetamin és p-chloramphetamin centrális hatásának mechanizmusa. Orvostudomány, 1968
- Correlation between Noradrenaline Content of the Brain and the Number of Granular Vesicles in Rat Hypothalamus during Nialamid Administration. Többekkel. Experimental Brain Research, 1968
- A Compound with a Strong and Specific Central Anticholinergic Activity, 2-dimethylamino-9-benziloxy-bicyclic [3,3,1] Nonane. Többekkel. Acta Physiologica, 1970
- Cerebrális monoaminok funkciójának vizsgálata farmakológiai és farmakobiokémiai módszerekkel. Doktori értekezés. (Budapest, 1971)

## Származása
| Pfeifer Amália Klára (Budapest, 1925. nov. 22.– Budapest, 1973. márc. 5.) orvos, farmakológus | Apja: Pfeifer György (Budapest, 1885. ápr. 3.– Budapest, 1926. máj. 25.) banktisztviselő                             | Apai nagyapja: Pfeifer Vilmos (Pest, 1857. márc. 21.– Budapest, 1920. dec. 15.) banktisztviselő | Apai nagyapai dédapja: Pfeifer Ignác (1828–1901) kereskedő     |
| Pfeifer Amália Klára (Budapest, 1925. nov. 22.– Budapest, 1973. márc. 5.) orvos, farmakológus | Apja: Pfeifer György (Budapest, 1885. ápr. 3.– Budapest, 1926. máj. 25.) banktisztviselő                             | Apai nagyapja: Pfeifer Vilmos (Pest, 1857. márc. 21.– Budapest, 1920. dec. 15.) banktisztviselő | Apai nagyapai dédanyja: Schwab Amália (1832–1906)              |
| Pfeifer Amália Klára (Budapest, 1925. nov. 22.– Budapest, 1973. márc. 5.) orvos, farmakológus | Apja: Pfeifer György (Budapest, 1885. ápr. 3.– Budapest, 1926. máj. 25.) banktisztviselő                             | Apai nagyanyja: Lichtenstern Auguszta (Bécs, 1862. márc. 7.– Budapest, 1942. aug. 1.)           | Apai nagyanyai dédapja: Lichtenstern Vilmos (1828–1915) ügyvéd |
| Pfeifer Amália Klára (Budapest, 1925. nov. 22.– Budapest, 1973. márc. 5.) orvos, farmakológus | Apja: Pfeifer György (Budapest, 1885. ápr. 3.– Budapest, 1926. máj. 25.) banktisztviselő                             | Apai nagyanyja: Lichtenstern Auguszta (Bécs, 1862. márc. 7.– Budapest, 1942. aug. 1.)           | Apai nagyanyai dédanyja: Schwab Klára (1838–1918)              |
| Pfeifer Amália Klára (Budapest, 1925. nov. 22.– Budapest, 1973. márc. 5.) orvos, farmakológus | Anyja: Komor Julianna (1908-ig Metzger) (Kecskemét, 1891. szept. 17.– Budapest, 1963. aug. 17.) középiskolai tanárnő | Anyai nagyapja: Metzger Béla (Vác, 1856. jún. 9.– Kecskemét, 1898. okt. 25.) könyvkereskedő     | Anyai nagyapai dédapja: Metzger Rudolf kereskedő               |
| Pfeifer Amália Klára (Budapest, 1925. nov. 22.– Budapest, 1973. márc. 5.) orvos, farmakológus | Anyja: Komor Julianna (1908-ig Metzger) (Kecskemét, 1891. szept. 17.– Budapest, 1963. aug. 17.) középiskolai tanárnő | Anyai nagyapja: Metzger Béla (Vác, 1856. jún. 9.– Kecskemét, 1898. okt. 25.) könyvkereskedő     | Anyai nagyapai dédanyja: Rotschild Júlia                       |
| Pfeifer Amália Klára (Budapest, 1925. nov. 22.– Budapest, 1973. márc. 5.) orvos, farmakológus | Anyja: Komor Julianna (1908-ig Metzger) (Kecskemét, 1891. szept. 17.– Budapest, 1963. aug. 17.) középiskolai tanárnő | Anyai nagyanyja: Stern Sára Róza (Homonna, 1865. aug. 24.–?)                                    | Anyai nagyanyai dédapja: Stern Adolf kereskedő                 |
| Pfeifer Amália Klára (Budapest, 1925. nov. 22.– Budapest, 1973. márc. 5.) orvos, farmakológus | Anyja: Komor Julianna (1908-ig Metzger) (Kecskemét, 1891. szept. 17.– Budapest, 1963. aug. 17.) középiskolai tanárnő | Anyai nagyanyja: Stern Sára Róza (Homonna, 1865. aug. 24.–?)                                    | Anyai nagyanyai dédanyja: Ledig Fanni                          |